# Žora Hovhannisyan
Žora Hovhannisyan (in armeno Ժորա Հովհաննիսյան?, traslitterazione anglosassone: Zhora Hovhannisyan; Erevan, 16 aprile 1987) è un ex calciatore armeno, di ruolo attaccante.

## Carriera

### Club
In carriera ha giocato 6 partite di qualificazione per la UEFA Champions League, oltre a 4 partite nella fase a gironi della AFC Champions League.

### Nazionale
Ha giocato nelle nazionali giovanili armene Under-19 ed Under-21.